# Sofia Antònia de Brunsvic-Wolfenbüttel
Sofia Antònia de Brunsvic-Wolfenbüttel - Sofie Antonie von Braunschweig-Wolfenbüttel (alemany) - (Wolfenbüttel el 13 de gener de 1724 - Coburg, 17 de maig de 1802) era filla del duc Ferran Albert II de Brunsvic-Lüneburg (1680-1735) i de la duquessa Antonieta Amàlia de Brunsvic-Lüneburg (1696-1762). Nascuda duquessa de la Casa de Bevern, en casar-se va esdevenir duquessa de Saxònia-Coburg-Saalfeld.
El 23 d'abril de 1749, es va casar a la ciutat de Wolfenbüttel amb Ernest Frederic príncep hereu de la casa de Saxònia-Coburg-Saalfeld, fill dels ducs Francesc Josies (1697-1764) i Anna Sofía (1700-1780). El matrimoni va tenir set fills:
- Francesc (15 de juliol de 1750- 9 de desembre de 1806), casat primer amb la princesa Sofía de Saxònia-Hildburghausen, i després amb Augusta de Reuss-Ebersdorf
- Carles Guillem (21 de novembre de 1751 - 16 de febrer de 1757).
- Frederica Juliana (14 de setembre de 1752 - 24 de setembre de 1752).
- Carolina Amàlia (19 d'octubre de 1753 - 1 d'octubre de 1829).
- Lluís Frederic (2 de gener de 1755 - 4 de maig de 1806).
- Ferran August (12 d'abril de 1756 - 8 de juliol de 1758).
- Frederic (4 de març de 1758 - 26 de juny de 1758).